# 席桥
蓆桥是一座联拱石桥，位于山东省东平县接山镇蓆桥村村南的汇河故道上，因传说宋真宗过桥时以草蓆铺垫而得名。该桥现为山东省省级文物保护单位。

## 历史
清光绪年间的《东平州志》称蓆桥的始建于宋代。公元1008年，宋真宗东封泰山经过此处，据传宋真宗经过此桥时以草蓆铺垫，蓆桥因此得名。金代大定年间、明嘉靖年间蓆桥曾获重修。1921年、1934年蓆桥曾两次被维修。20世纪50年代后，山东省交通厅又对蓆桥进行数次维修加固。
1967年，泰东公路改道至原道路以北，不再通过古蓆桥，此后蓆桥仅作当地村民通行之用。同时，当地政府在新的泰东公路上新建一座石拱桥，也称蓆桥。新建的蓆桥位于蓆桥村西北，长89米，横跨裁弯取直之后的汇河河道。
2015年6月，蓆桥被公布为第五批山东省省级文物保护单位。

## 形制及附近文物
蓆桥为石质联拱桥，总长约107米，其中主桥长21.7米，主桥东、西各有一段引桥，分别长25米和58米。桥高3.25米，桥面宽5.6米，以石板铺成。有三个孔，直径7米。桥上原有石刻龙像，文化大革命期间，石刻龙像被砸毁。蓆桥桥身则基本保持完整。:522-523
蓆桥桥东有一处周、汉时期的遗址，此处曾出土陶豆、鬲足等遗物:159-160。

## 相关传说
传说宋真宗东封泰山途径汇河时，听从黑龙（秃尾巴老李）所化的当地老翁建议，以苇蓆作桥，黑龙背负蓆桥承载宋真宗车辇渡河，蓆桥之名由此而来:358-362:159-160。相关传说已经列入东平县非物质文化遗产名录。

## 圖集

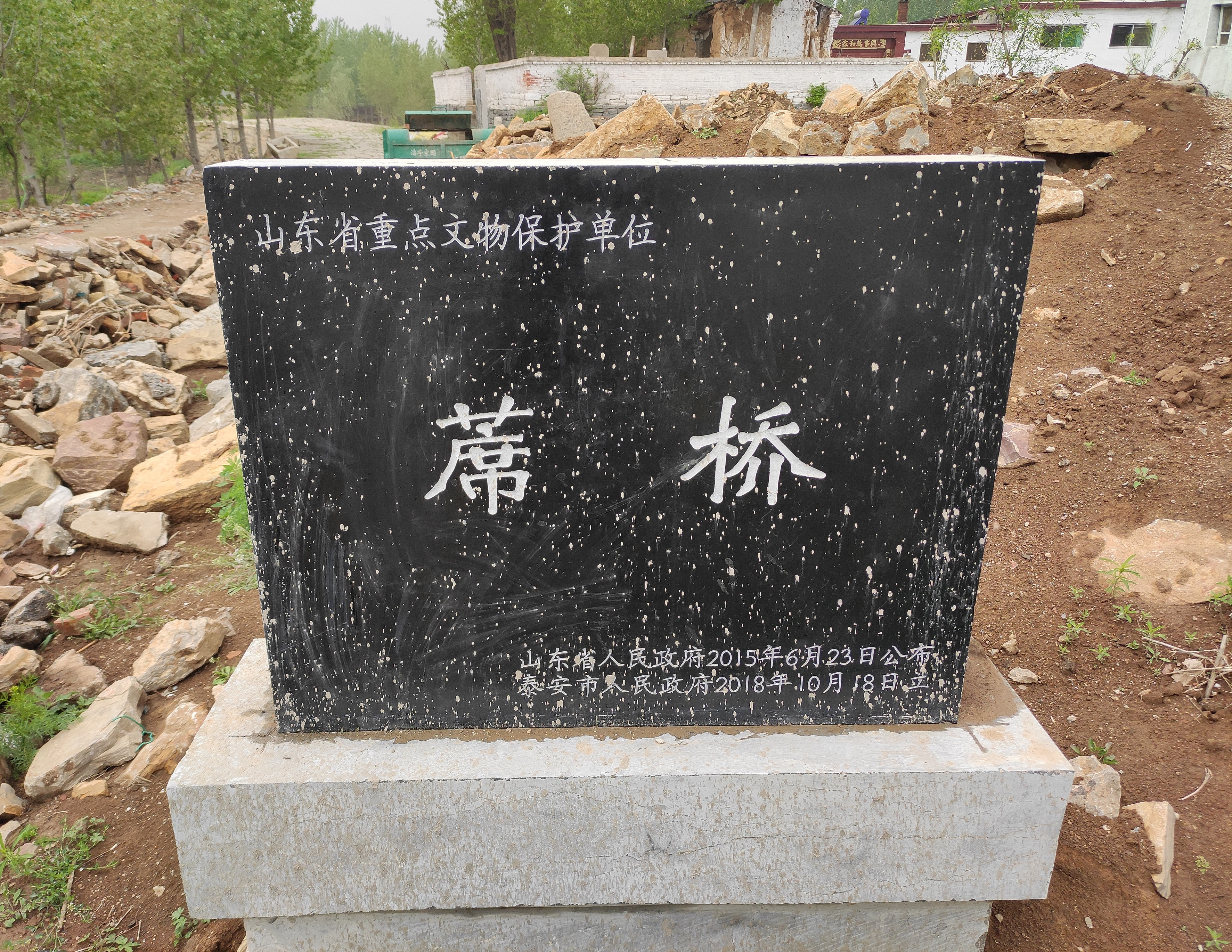
蓆橋文物保护单位碑正面
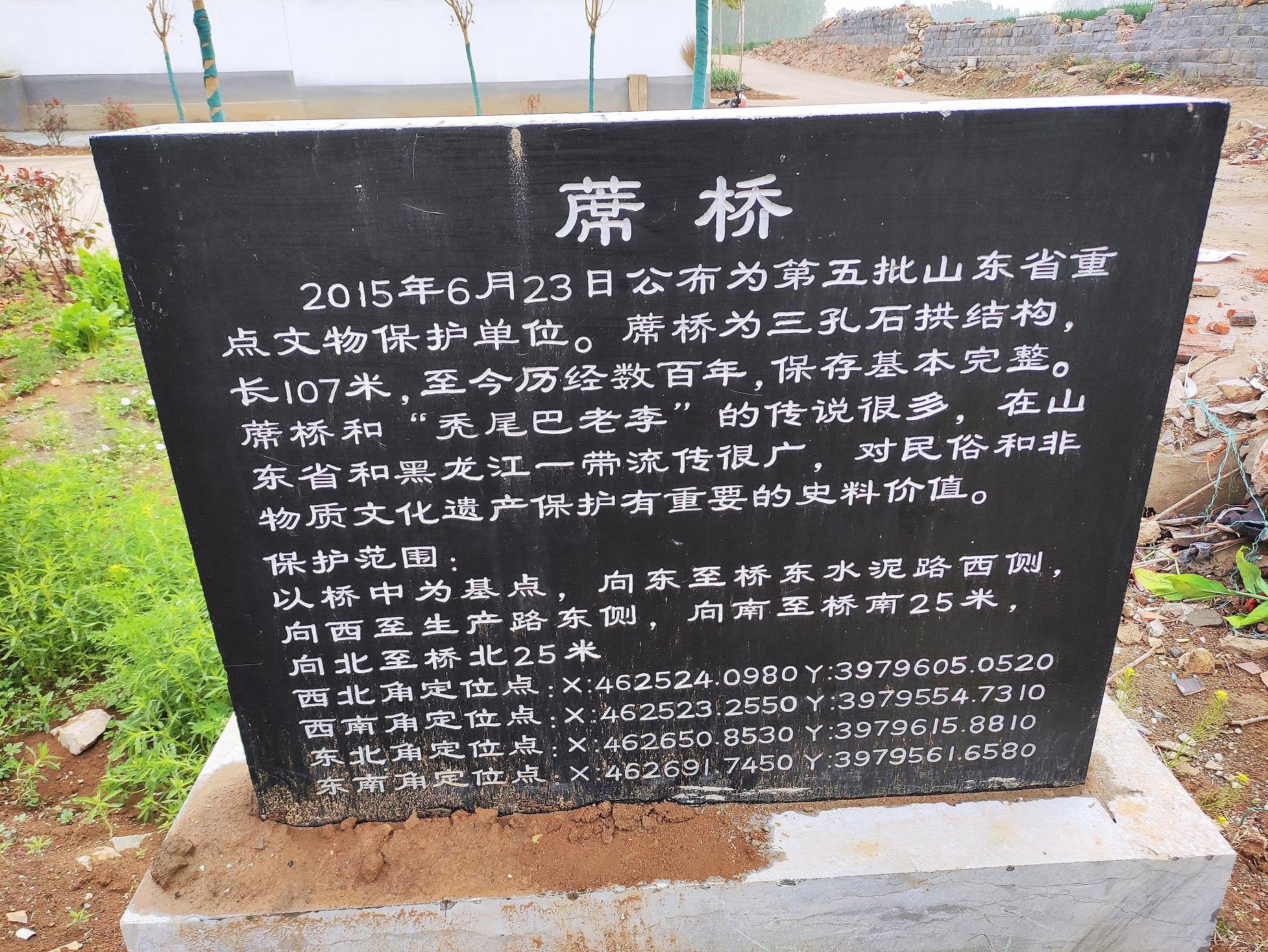
蓆橋文物保护单位碑背面
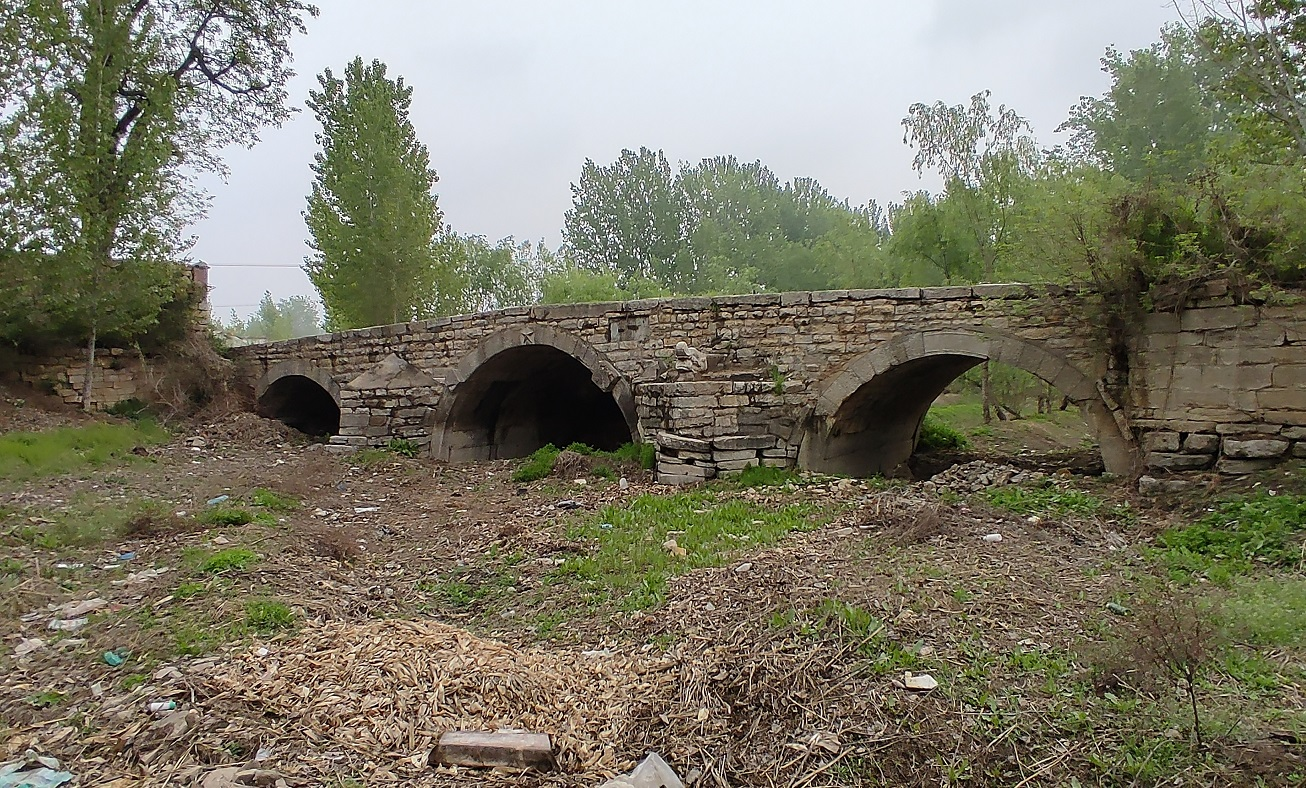
蓆橋橋身
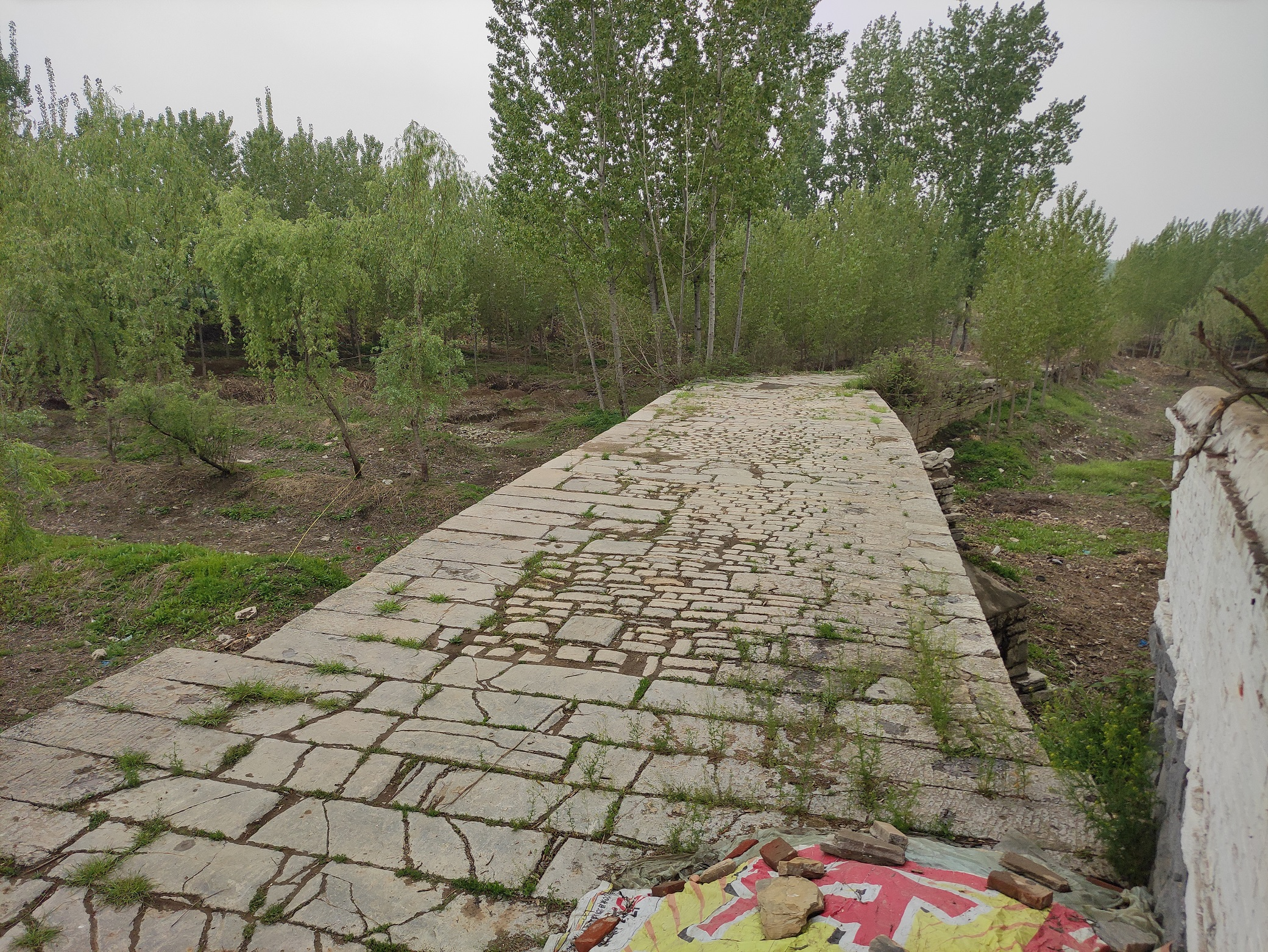
蓆橋橋面
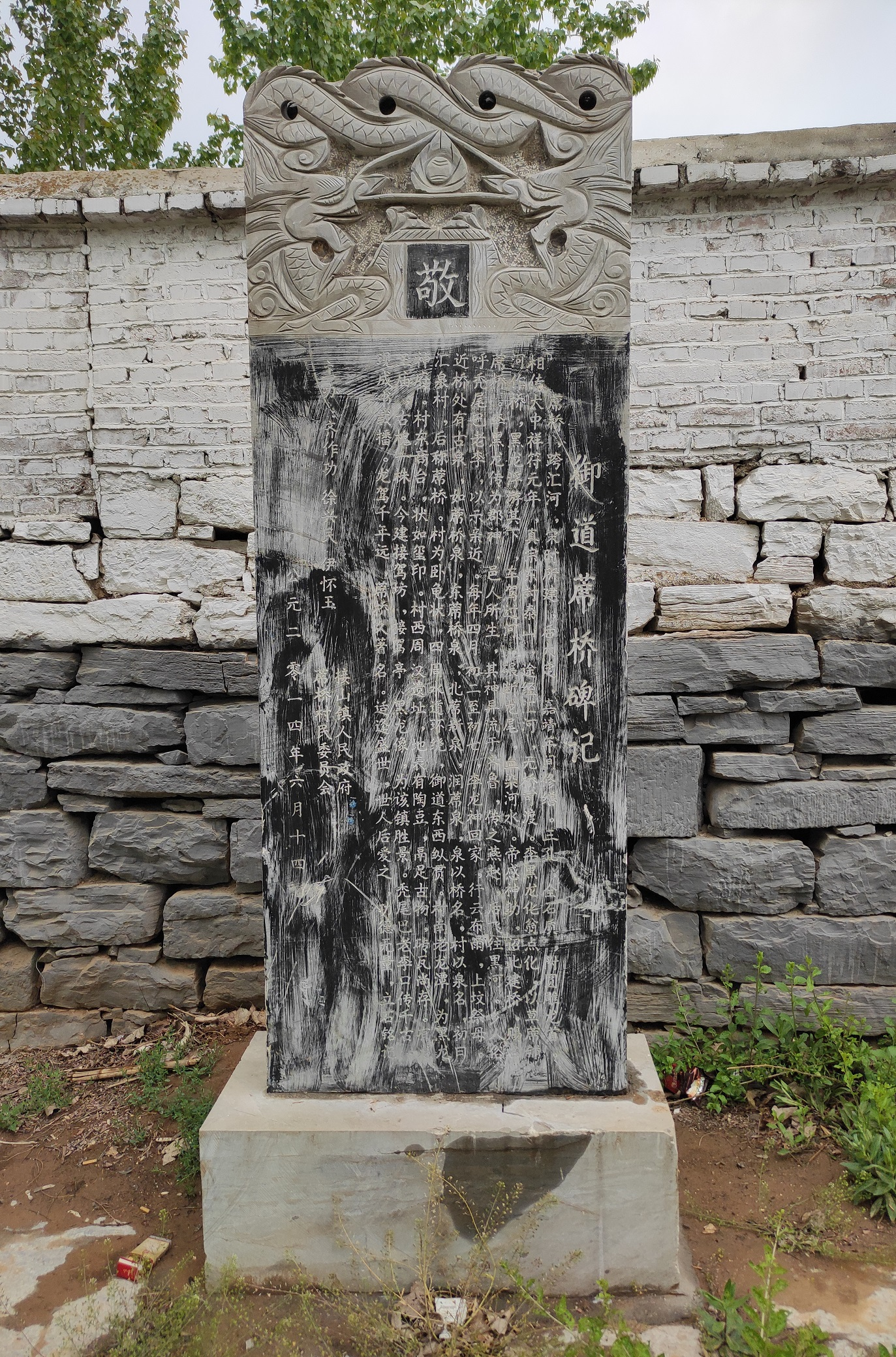
御道蓆橋碑记
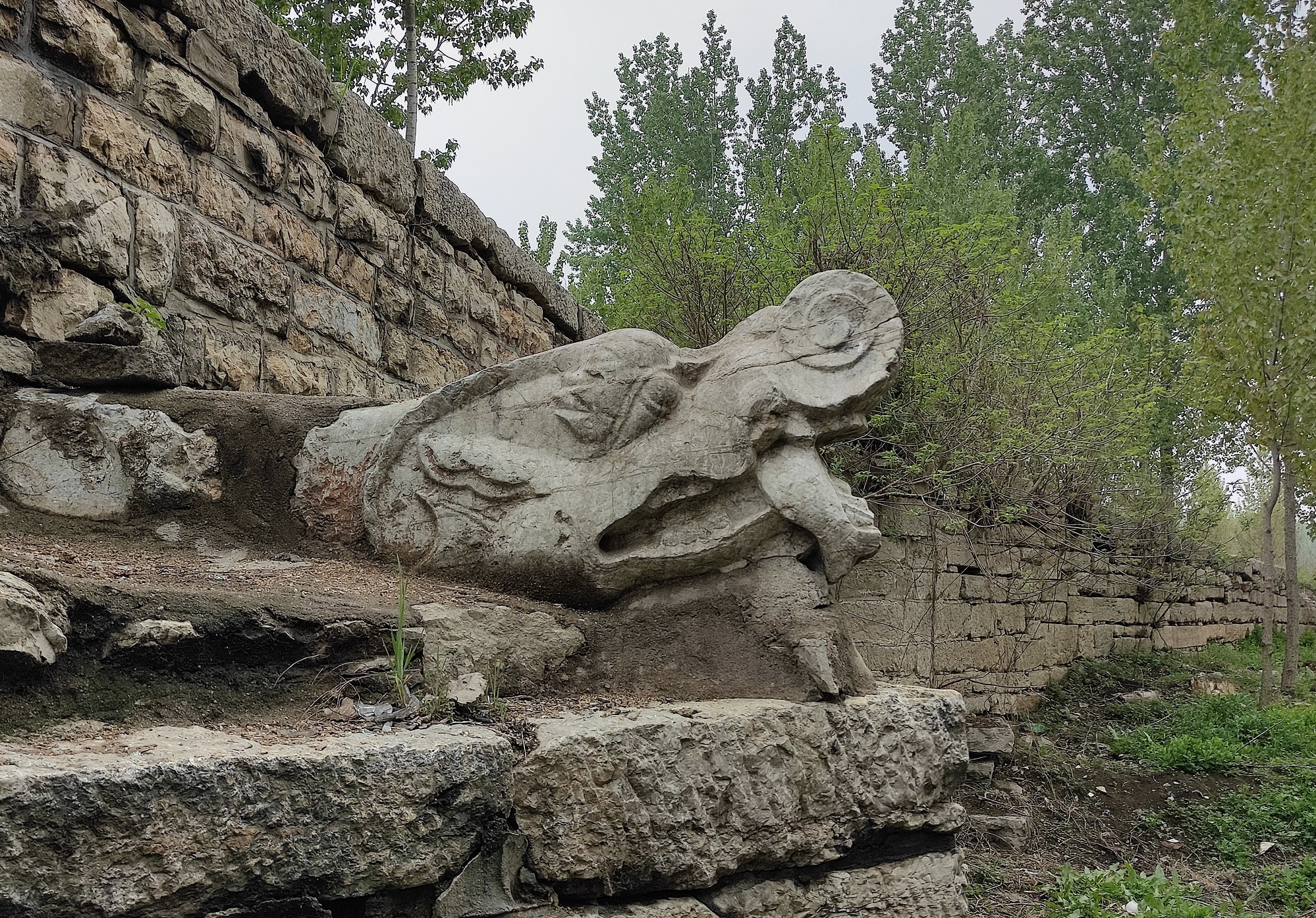
龙头
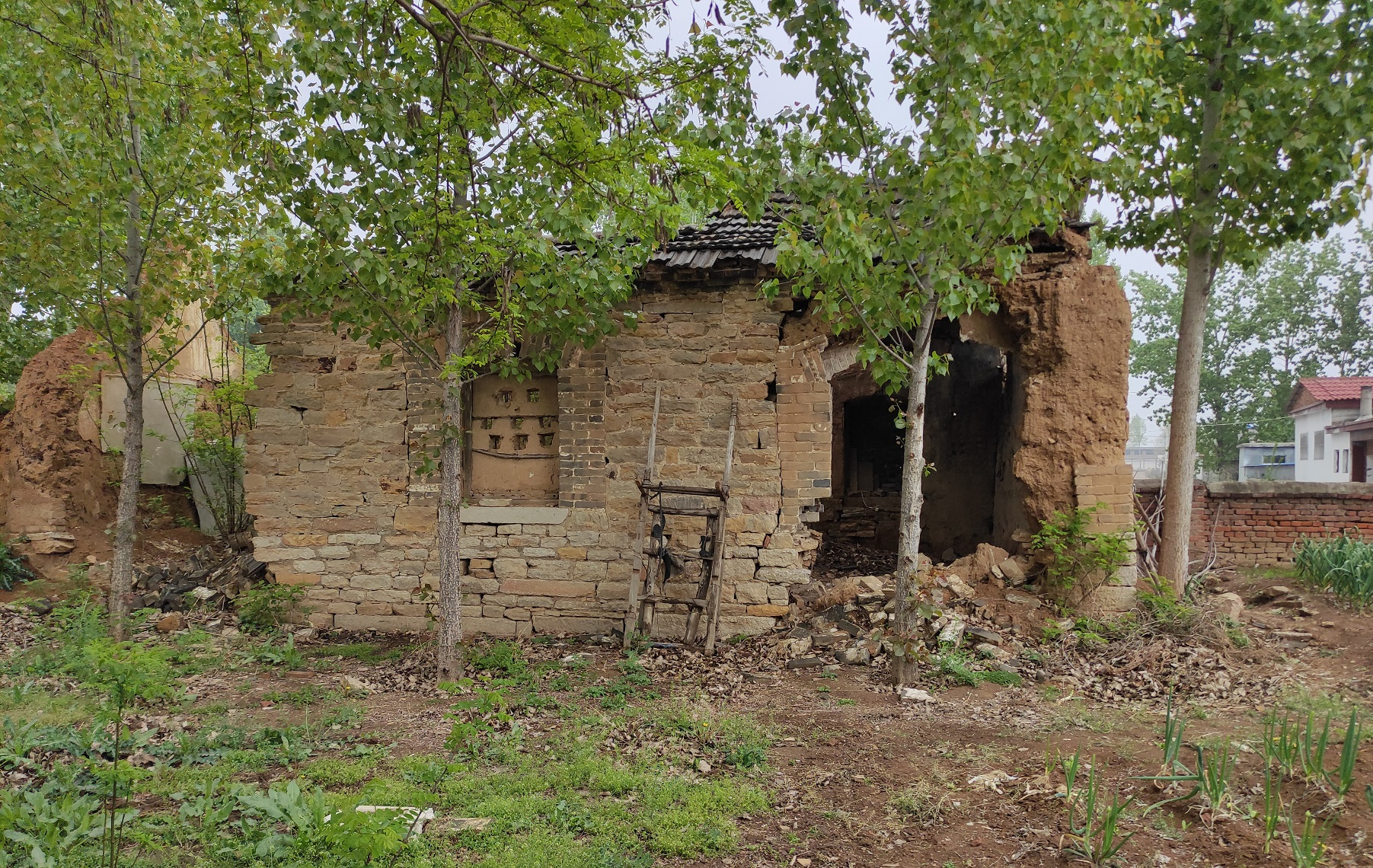
龍王廟，位於蓆橋東
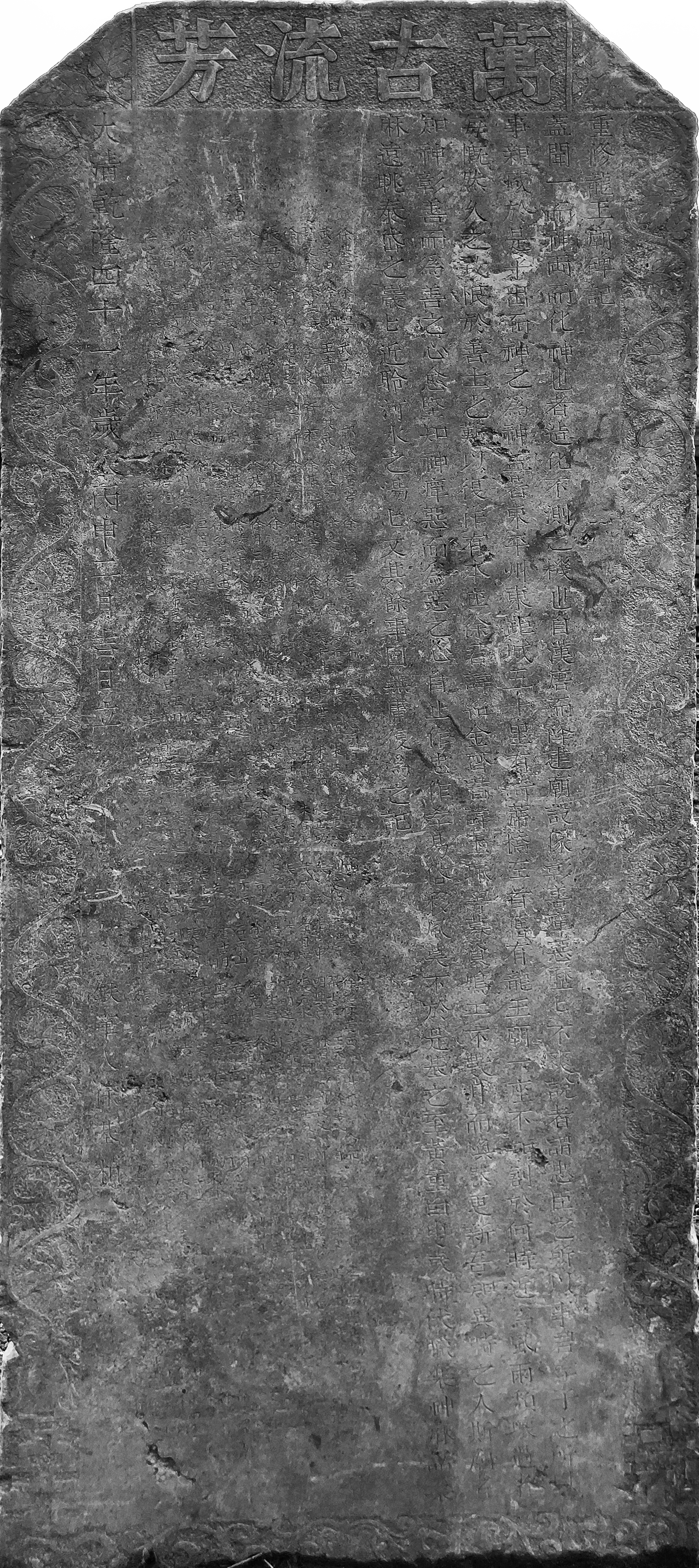
乾隆年間的重修龍王廟碑記
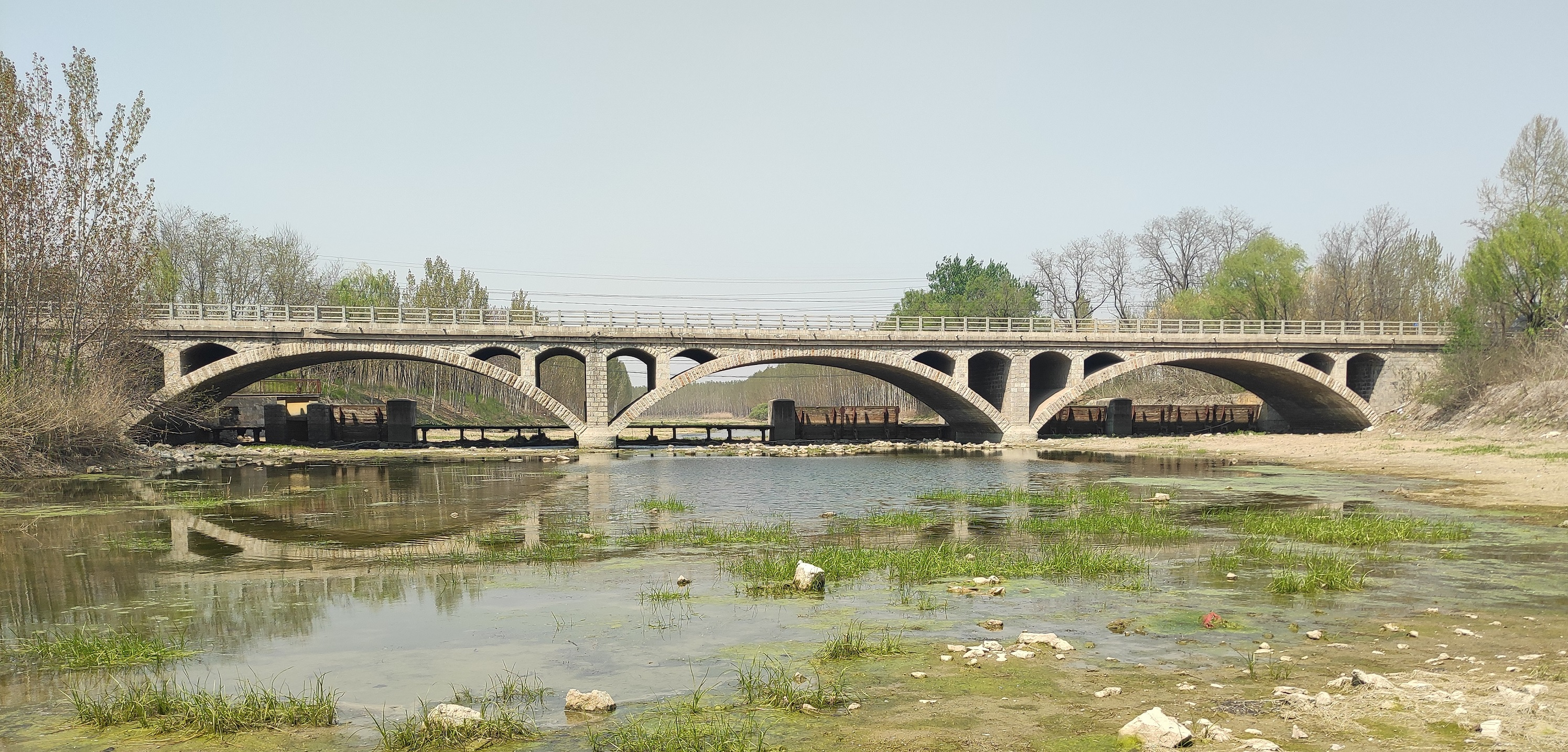
1966年修建的蓆橋新桥